# Burren

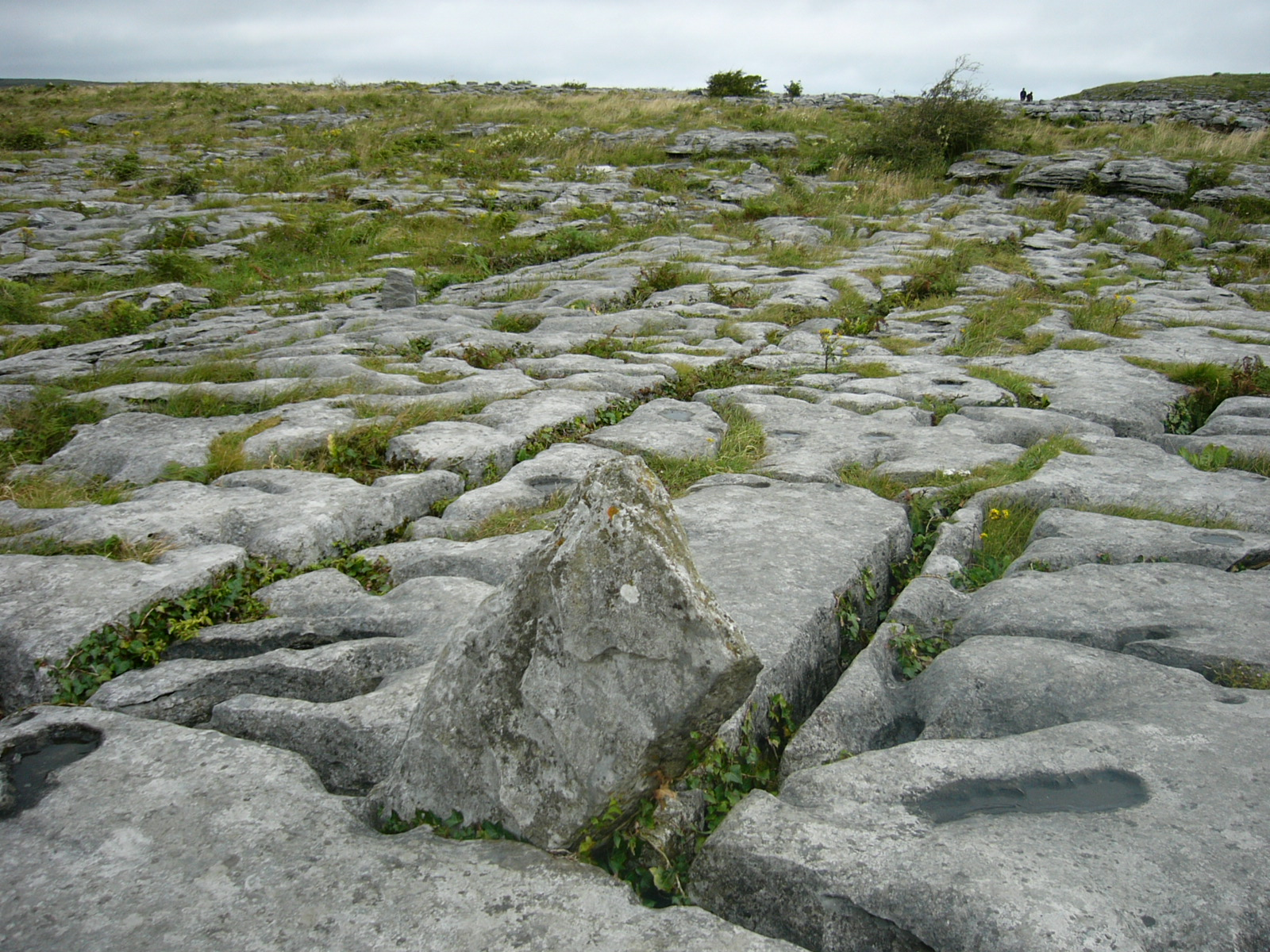
Ett typiskt Burrenlandskap.

The Burren (iriska: Boireann) är ett unikt karstlandskap i nordvästra delen av grevskapet Clare på Irland. Området är 300 km² stort och omfattar även orter som Ballyvaughan, Kinvarra, Gort, Corrofin, Kilfenora, Lisdoonvarna samt Black Head Lighthouse. Burren and Cliffs of Moher UNESCO Geopark är ett område av geologiskt intresse som Burren bildar tillsammans med Cliffs of Moher. En del av området, ca 20 km², är sedan 1991 nationalpark.
2010 blev Burren uppsatt på Irlands tentativa världsarvslista.
I några små sjöar i Burren hittades 2007 den lilla vattenskalbaggen Ochthebius nilssoni (Nilssons småpalpbagge), tidigare bara känd från Västre-Skärträsket i Vindelns kommun i Sverige.